# Antigelo

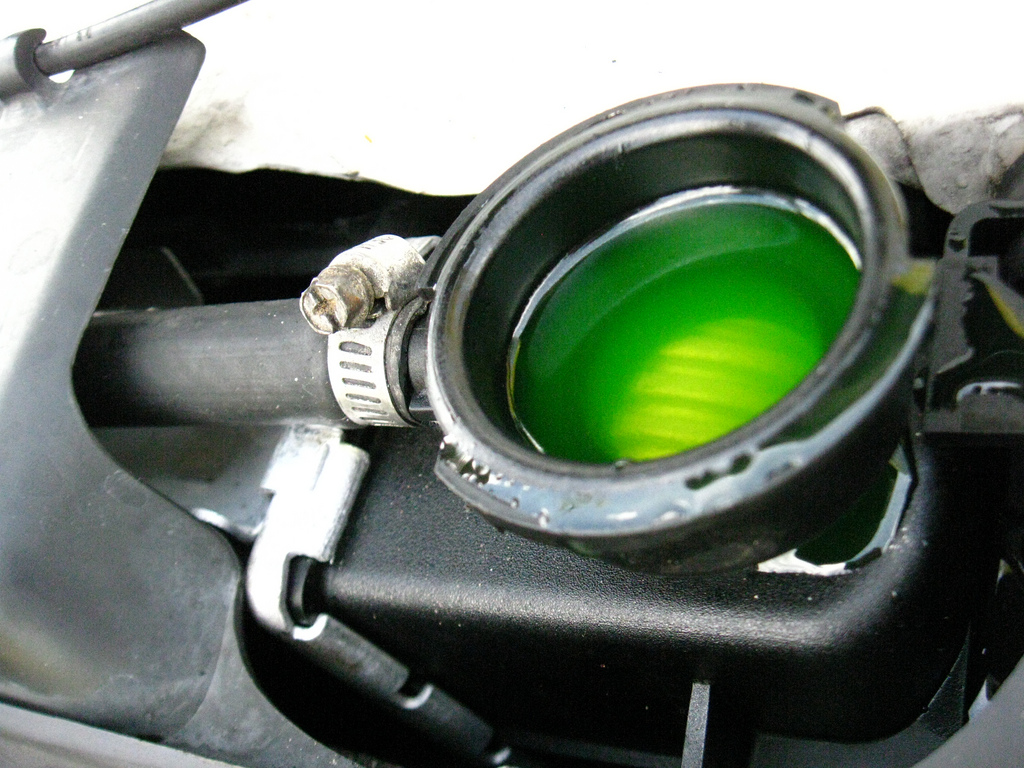
Antigelo visibile in un radiatore di automobile

L'antigelo è un additivo liquido utilizzato principalmente per i motori a combustione. Serve per evitare che un determinato liquido, esposto a basse temperature, si solidifichi. Ne esistono di vari e con varie altre caratteristiche aggiuntive a seconda della relativa formulazione chimica. Gli antigelo più conosciuti sono quello per il liquido di raffreddamento del motore, per il combustibile e per il liquido di lavaggio dei vetri.

## Azione dell'antigelo
Come varie sostanze, sali, urea, acido urico o altro, permettono ad alcuni animali di sopravvivere in una condizione di ibernazione impedendo all'acqua presente nel plasma sanguigno e nel citoplasma di cristallizzare e di distruggere così le membrane cellulari, così l'antigelo sintetico ha un'azione paragonabile, abbassando il punto di solidificazione del solvente puro in cui viene disciolto. La protezione avviene grazie al fenomeno dell'abbassamento crioscopico. Al tempo stesso l'antigelo innalza il punto di ebollizione della soluzione risultante grazie al concorrente innalzamento ebullioscopico, contributo che va sommato a quello dell'innalzamento ebullioscopico supplementare determinato dalla pressione di esercizio nominale dell'impianto di raffreddamento a circuito chiuso, superiore a quella atmosferica.

## Caratteristiche generali
Le caratteristiche chimiche che definiscono un antigelo sono principalmente:
- l'ottima solubilità nel liquido;
- la stabilità nel tempo anche dopo numerosi cicli di raffreddamento;
- l'inalterabilità delle altre caratteristiche del liquido a cui è aggiunto;
- l'abbassamento del punto di congelamento del liquido;
- l'innalzamento del punto di ebollizione del liquido.

## Preparazione
Nei paesi europei la percentuale di "antigelo" che costituisce (percentuale presente) il "liquido di raffreddamento" varia da un minimo del 30% (30% antigelo 70% acqua demineralizzata) fino a un massimo del 60% (60% antigelo 40% acqua demineralizzata).
Nelle competizioni, come ad esempio la Formula 1 o il motomondiale si utilizza solo acqua demineralizzata, data la vita ridotta del motore e le temperatura ambientali a cui lavorano e in cui vengono lasciati fermi.
Metodo di calcolo per conoscere la quantità di antigelo da usare e da diluire per arrivare al volume di "liquido di raffreddamento" voluto:
{\displaystyle Antigelo={Liquido\ di\ raffreddamento \over 100}\cdot Percentuale\ antigelo}
Metodo di calcolo per portare un determinato volume d'acqua demineralizzata alla percentuale di antigelo corretta:
{\displaystyle Antigelo={Acqua\ demineralizzata \over 100-Percentuale\ antigelo}\cdot Percentuale\ antigelo}

## Tipi d'antigelo
L'antigelo a seconda dell'uso può assumere caratteristiche e funzioni diverse.

### Antigelo per il liquido motore
Il sistema cilindro-pistone è una camera in cui avviene lo sviluppo di alte temperature a seguito della rapida combustione della miscela carburante/aria.
L'antigelo per motori miscelato all'acqua demineralizzata forma il liquido di raffreddamento che ha lo scopo di:
- proteggere il propulsore dall'eccesso di temperature che ne comprometterebbero innanzitutto la durata.
- controllare le temperature dell'olio-motore. In sua mancanza se ne rischierebbe l'evaporazione e la contaminazione da residui.
- proteggere l'intero circuito di raffreddamento del veicolo da fenomeni di corrosione e cavitazione.

Al fine di mantenere pienamente efficace l'additivazione anticorrosiva, il liquido di raffreddamento per motori va solitamente cambiato ogni due o cinque anni a seconda della tipologia di additivazione dell'antigelo, ma è in ogni caso importante seguire le raccomandazioni e gli intervalli di manutenzione previsti dal produttore del veicolo o del motore.

### Antigelo per il carburante
In inverno, a temperature sotto allo zero, sia il gasolio sia la benzina possono congelare nel serbatoio e l'antigelo per carburante permette di abbassare la temperatura di congelamento e di consentire quindi a un motore di avviarsi anche a temperature molto basse.
Tra gli anticongelanti per carburanti vanno ricompresi i cosiddetti "scongelanti" in grado di riportare allo stato liquido il carburante congelato nel serbatoio e nei filtri.
Gli anticongelanti vengono anche usati per ridurre la viscosità degli oli vegetali utilizzati al posto del gasolio, pratica di largo uso negli Stati Uniti.

### Antigelo per il liquido lavacristalli
Anche il liquido della vaschetta lavacristalli è a rischio gelo in inverno. In commercio si trovano appositi liquidi che hanno la duplice funzione di detergere i vetri e di evitare il congelamento nelle vaschette. Fra questi liquidi ci sono: glicole etilenico, glicole propilenico, alcol etilico, isopropanolo.

## Base chimica

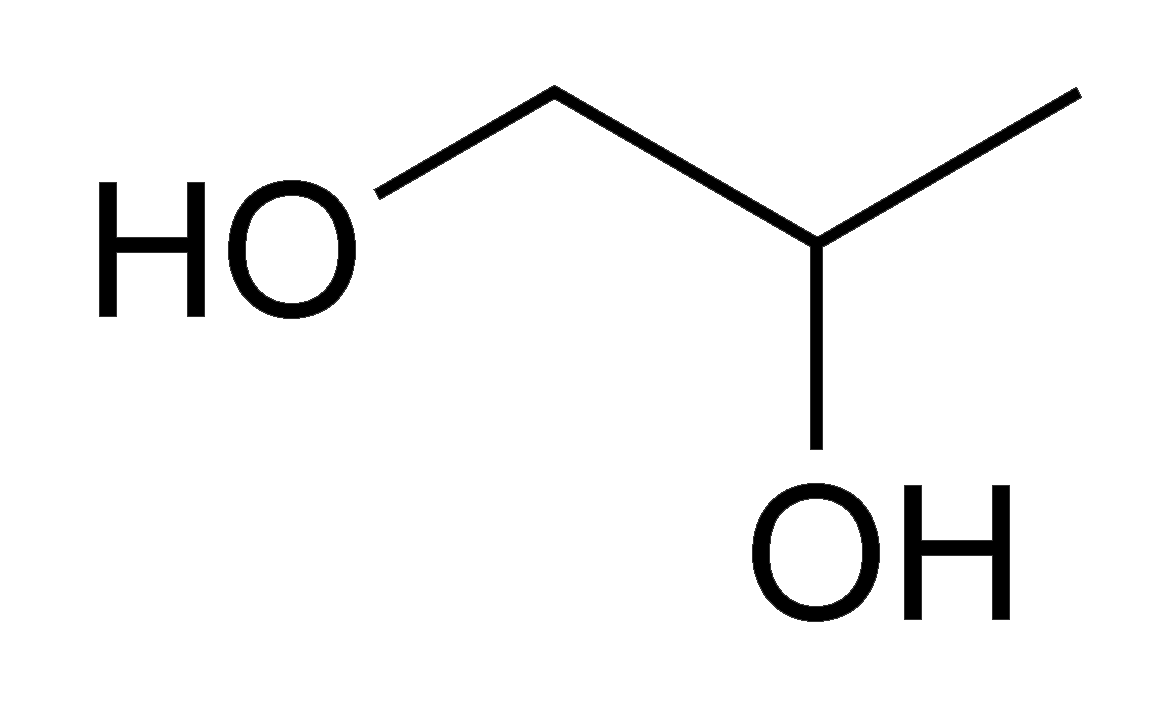
glicole propilenico

glicole etilenico

- glicole etilenico e glicole propilenico: usati sia in soluzioni acquose sia in oli grassi. È vietato l'uso in liquidi alimentari, in prodotti farmaceutici e parafarmaceutici. Ne è sempre più ridotto l'uso anche in altre applicazioni industriali di prodotti destinati al contatto umano.
- alcol etilico: usato perché molto meno tossico dei precedenti, ma non ha un alto potere crioscopico e tende a evaporare se posto in sistemi aperti, con conseguente formazione di gelo o appannamento del vetro dopo poco tempo.

Inoltre, i prodotti si distinguono anche in base alla chimica degli additivi anticorrosivi impiegati per la loro realizzazione, a seconda che gli stessi siano a base inorganica, organica oppure ibrida inorganica-organica. È di fondamentale importanza impiegare solo l'antigelo raccomandato dal costruttore, in quanto, prendendo come esempio il caso di un motore automobilistico, impiegando semplice acqua, oppure prodotti basati su additivazioni di tipologia differente da quella richiesta, si rischia di compromettere la protezione, la funzionalità e l'integrità del sistema di raffreddamento.